# Ermita del Pilar de Cinctorres
L'ermita de la Mare de Déu del Pilar, és un temple catòlic situat a uns 500 metres al sud-est de Cinctorres, a una zona coneguda com a Ombries o Umbrieta, molt a prop de l'antic safareig al qual s'arriba per l'anomenat Camí de Sant Pere; catalogat com Bé de Rellevància Local segons la Disposició Addicional Cinquena de la Llei 5/2007, de 9 de febrer, de la Generalitat, de modificació de la Llei 4/1998, d'11 de juny, del Patrimoni Cultural Valencià (DOCV Núm. 5.449 / 13/02/2007), amb nombre d'identificació 12.01.045-010.

## Història
L'ermita data del segle xviii (29 d'octubre de 1763), probablement sobre les restes d'una ermita anterior, baix la mateixa advocació, que datava del segle xvii (1673), la qual està documentada (és citada per un document del bisbat de Tortosa en 1673).
La capella es construí gràcies a la labor de Pascual Serret, obrer de la localitat qui la va finançar recollint almoines dels fidels.
Restaurada el 1983, actualment està en un acceptable estat de conservació.

## Descripció
L'ermita presenta planta quadrangular i aspecte cúbic; és de xicotetes dimensions (6 x 7 m), amb els murs externs fets de maçoneria blanquejada i la coberta piramidal rematada amb teules. L'accés al recinte sagrat es fa per una porta de fusta adovellada. La façana presenta com a tota decoració una fornícula amb una petita imatge de la Mare de Déu.
L'interior és també molt senzill, amb una decoració típica de l'època de la seua construcció, amb motius al·lusios a la Mare de Déu del Pilar. La coberta és de falsa cúpula i el presbiteri presenta volta de canó separat per arc de mig punt.